# Kościół św. Katarzyny Aleksandryjskiej w Strachocinie
Kościół św. Katarzyny Aleksandryjskiej w Strachocinie – neogotycki kościół w Strachocinie, sanktuarium św. Andrzeja Boboli.
W świątyni funkcjonuje parafia św. Katarzyny w ramach Dekanatu Jaćmierz.

## Architektura
Autorem projektu świątyni był inż. Wilhelm Szomek z Sanoka. Budowniczym był ówczesny proboszcz parafii ks. Józef Data. Kamień węgielny pod budowę murowanego kościoła położył w 1899 ks. bp Jakub Glazer. Kościół został wybudowany w 1900. Budynek został wzniesiony z cegły i kamienia. Kościół został poświęcony 25 listopada 1903 przez kanonika sanockiego ks. Bronisława Stasickiego, a konsekrowany 2 czerwca 1912 przez biskupa Karola Józefa Fischera.
W świątyni znajdują się witraże wykonane przez Stanisława Gabriela Żeleńskiego w 1903.
Obok kościoła nowo wybudowany klasztor Zgromadzenia Sióstr Franciszkanek Rycerstwa Niepokalanej im. św. Maksymiliana Kolbego i dom pielgrzyma.
Przy kościele znajduje się:
- dzwonnica z trzema dzwonami (noszą imiona: „św. Andrzej Bobola”, „św. Maksymilian” wykonane przez Felczyńskich w Przemyśla z 1987 i trzeci pod imionami „św. Józef i św. Antoni” z 1987),
- pomnik z figurą św. Andrzeja Boboli z 1964, ustanowiony 10 maja 1997 jako dar ojców Jezuitów Prowincji Warszawskiej,
- figura Chrystusa Króla Wszechświata z 2000[8].

W 1591 urodził się w Strachocinie Andrzej Bobola, święty kościoła katolickiego, od 2002 patron Polski. Od końca lat 80. XX wieku kościół w Strachocinie jest ośrodkiem kultu Świętego Andrzeja. 19 marca 2007 metropolita przemyski ks. abp Józef Michalik ustanowił kościół sanktuarium św. Andrzeja Boboli w Strachocinie.

## Tablice pamiątkowe i epitafia
- Tablica pamiątkowa ustanowiona 3 września 1995 na fasadzie frontowej po prawej stronie, honorująca pochodzących ze wsi poległych i zamordowanych w latach 1914-1945. Wśród nich są ofiary zbrodni katyńskiej, porucznicy Wojska Polskiego Józef Dąbrowski i Józef Kucharski. Inicjatorem ustanowienia tablicy był kpt. Marian Jarosz[9].
- Tablica pamiątkowa upamiętniająca ustanowienie Sanktuarium św. Andrzeja Boboli, umieszczona na fasadzie frontowej po lewej stronie.
- Tablica pamiątkowa upamiętniająca czterech mieszkańców wsi, którzy 4 listopada 1944 oddali życie za sprawę kościoła, ustanowiona w 50. rocznicę wydarzeń i umieszczona w przedsionku świątyni.
- Epitafium upamiętniające ks. Józefa Datę (1840-1912), budowniczego kościoła i proboszcza parafii, umieszczone w przedsionku świątyni.
- Epitafium upamiętniające ks. Józefa Winnickiego (1885-1969), który przyczynił się do wyposażenia wnętrza kościoła, umieszczone w przedsionku świątyni.
- Tablica pamiątkowa upamiętniająca Jana Pawła II, ustanowiona 22 października 2011 i umieszczona w lewej nawie świątyni.
- Epitafium upamiętniające Józefa Giebułtowskiego z Kozigłów (zm. 1803), umieszczone w lewej nawie świątyni.